# Chlorhoda albolimbata
Chlorhoda albolimbata là một loài bướm đêm thuộc phân họ Arctiinae, họ Erebidae.